# Air Gabon
Air Gabon era una compagnia aerea con sede a Libreville, Gabon. È stata la compagnia aerea nazionale del Gabon e gestiva servizi aerei in Africa occidentale e meridionale e in Europa. La sua base principale era l'aeroporto di Libreville.
La compagnia aerea ha cessato tutte le operazioni il 3 marzo 2006 a causa di difficoltà finanziarie.

## Storia
La compagnia aerea Air Gabon è stata fondata nel 1951 come Transports Aériens du Gabon S.A. per gestire voli locali da Libreville con aerei DeHavilland DH.89. Nel 1956 si scindeva in due tronconi, uno dei quali subito battezzato Compagnie Aérienne Gabonaise S.A. oppure anche Compagnie Aérienne J.-C. Brouillet et Cie. Nel 1960 assumeva il più rappresentativo nome Trans Gabon. Nel 1968 divenne compagnia di bandiera e, il 1° agosto, fu rinominata Société Nationale Transgabon S.A. Finalmente, esattamente sei anni più tardi, assunse il nome Air Gabon. Nel 1977 il governo si ritirò dalla società transnazionale Air Afrique e, il 1° giugno 1977, la ribattezzata Compagnie Nationale Air Gabon volava con il primo servizio intra-africano da Libreville a Lome e Abidjan. Il giorno successivo la compagnia aerea introdusse un servizio internazionale da Libreville a Parigi. In quel momento operavano due Fokker F28s, un Boeing 737-200 e Boeing 747-200. Nel 1996 fu introdotto in flotta il Boeing 767.
Air Gabon riprese i voli Libreville-Parigi nel dicembre 2004, con i suoi Boeing 767-200, dopo che la società fu fermata per tre settimane in Francia, a causa di problemi tecnici e finanziari.
Nel 2005 la Trans Air Congo operò alcuni voli per conto di Air Gabon in seguito alla perdita di un Boeing 737-300 in un incidente di atterraggio.
La compagnia aerea era controllata al 100% da parte del Governo del Gabon e Sofpag.

## Cessazione delle operazioni
Il 3 marzo 2006, il governo del Gabon ha annunciato in quel giorno l'immediata liquidazione per bancarotta del vettore Air Gabon e la sua sostituzione con una nuova compagnia aerea privata denominata Air Gabon International, controllata da Royal Air Maroc, e mai entrata in servizio. Successivamente venne attivata una compagnia privata di nome Gabon Airlines, che svolge le funzioni di compagnia di bandiera.

## Incidenti
Nel dicembre del 2003 un Boeing 737-3YO di Air Gabon è uscito di pista a Libreville e si è schiantato oltre la recinzione dell'aeroporto. Nell'incidente, fortunatamente, non ci sono stati feriti gravi, solo danni al velivolo che comunque è stato riparato.

## Flotta
La flotta Air Gabon consisteva dei seguenti aeromobili (maggio 2005): 
- 1 Boeing 767-300 numero di costruzione 263, adesso vola per XL Airline
- 1 Boeing 767-300 numero di costruzione 497, adesso vola per Zoom Airlines
- 1 Boeing 737-300 numero di costruzione 1431, adesso è inutilizzato (incidente a Libreville).
- 1 Boeing 737-400 numero di costruzione 1721, adesso inutilizzato (ultimo utilizzatore Adam Air).
- 1 Fokker F28 Mk2000

Aerei appartenuti in precedenza al vettore:
- 1 Boeing 747-200 (2Q2BM): questo aereo, numero di costruzione 324, successivamente è passato ad Air France. Adesso è inutilizzato.
- 2 Boeing 757-200: degli aerei in questione uno, numero di costruzione 17 primo volo 1983, appartenuto alla compagnia africana dal 1997, è attualmente utilizzato operativamente dalla Monarch Airlines; il secondo, numero di costruzione 165, primo volo nel 1988, ha volato con i colori della Air Gabon dal 2002, vola ancora oggi con la compagnia low cost britannica Jet2.com.
- 2 Boeing 767-200: uno, numero di costruzione 97, costruito nel 1984, ha volato per A.G. nel 1998, vola ancora adesso per Hewa Bora Airways; l'altro, numero costruzione 131, ha volato nel 1996 per A.G. e adesso non è operativo dopo aver volato per MAXjet Airways (è in stoccaggio presso l'aeroporto Internazionale John F. Kennedy).

In flotta anche 
- 1 ATR 72 e
- 2 Fokker F28.